# Tomislav Sunić
Tomislav Sunić (angleško: Tom Sunic) (rojen 3. februarja, 1953), je hrvaško-ameriški pisatelj, publicist, prevajalec in nekdanji diplomat ter profesor. Znan je po svojih publicističnih pogledih, ki so pogosto citirani kot del Nove evropske desnice. 

## Življenjepis
Sunić je bil rojen v Zagrebu leta 1953 v družini bosanskih Hrvatov.. Njegov oče Mirko Sunić (1915–2008) je bil odvetnik. Njegov oče in sestra Tomislava Mirna Sunić sta bila v komunistični Jugoslaviji obsojena na 4 leta oziroma 1 leto po členu 133 zaradi "sovražne propagande".. Mirko Sunić je o tem leta 1996 napisal knjigo Moji inkriminirani zapisi.
Tomislav Sunić je študiral francoski in angleški jezik ter književnost na Univerzi v Zagrebu leta 1978. Med letoma 1980 in 1982 je delal v Alžiriji. Kasneje je emigriral v Združene države, kjer je magistriral na California State University leta 1985. Leta 1988 je doktoriral iz političnih znanosti na temo evropske nove desnice na University of California. Med 1988 do 1993 je na tej sami univerzi tudi predaval, med 1993-2001 pa je bil diplomat na različnih položajih v Zagrebu, Londonu, Kopenhagnu in Bruslju. Med življenjem v Združenih državah je sprejel tudi ameriško državljanstvo. 

## Publicizem
Sunićeve knjige in poglede bi lahko opisali kot del GRECE, francoskega "think tank"a, ki ga je ustanovil Alain de Benoist in ki je tudi napisal uvod v Sunićevo knjigo in čigar članke je Sunić pogosto prevajal v angleščino. Evropska nova desnica je ime za različne vrste konservativce in politične skupine, ki nasprotujejo liberalizmu in kapitalizmu. Sunić se samoopredeljuje za katoličana. 
V knjigi Homo Americanus Sunić polemizira z žido-krščanskim vrednostnim sistemom in njegovo transformacijo v sekularno religijo v današnjo ameriško družbo. V knjigi prav tako odpre temo politične korektnosti na ameriških univerzah. Tudi posledice totalitarnih režimov in liberalizma izpeljuje iz korenin abrahamskih monoteizmov
Knjiga Against Democracy and Equality: The European New Right je prirejena verzija njegovega doktorata, ki je izšla v več izdajah. Po mnenju De Benoista, ki je napisal predogovor v knjigo in ki je predmet študije v knjigi, je naslov kontroverzen, saj nova desnica ni bila nikoli prvenstveno proti demokraciji, bila pa je proti gradualizmu. Alain De Benoist tudi nasprotuje imenu nova desnica, saj meni, da podpira ideje tako nekatere idejam z levega, kakor tudi z desenga političnega prostora. 
Sunić je bil kritik sprememb, ki so se zgodile po drugi svetovni vojni v Evropi in ki so pripeljale do priseljevanja neevropskega prebivalstva in represij nad svobodo govora. Predaval je tudi o Carlu Schmittu, znanstveniku, ki je spadal v gibanje nemških konservativnih revolucionarjev. Sunić objavlja članke v nemških, ameriških in francoskih revijah. 
Njegovi pogledi na raso in židokrščanski monoteizem so vzbudili mnogo zanimanja tako med podporniki, kot tudi nasprotniki teh idej. Njegovi članki so bili objavljeni tudi v osrednjih časopisih, vključno z Le Monde, Frankfurter Allgemeine Zeitung, Washington Times, New York Times, New York City Tribune, Pravda.ru, Chicago Tribune, Arutz Sheva, Evening Standard in v Christian Science Monitor..

## Predavanja
Sunić je 15. januarja 2007 govoril pred francoskim senatom na konferenci z naslovom "Nationalismes et religions dans les Balkans occidentaux" (Nacionalizmi in religije na Zahodnem Balkanu).. Prav tako je večkrat predaval pred nacionalističnimi strankami in gibanji . 

## Radijski program
Od leta 2009 do 2012 je Sunić vodil radijski program, kjer je predaval tudi na temo nacionalizmov, politike in ras.